# William Bowman
William Bowman (20 de julio de 1816 – 29 de marzo de 1892) fue un médico, anatomista, histólogo y oftalmólogo inglés, considerado uno de los investigadores que más contribuyeron al avance de la medicina. Sus estudios de los órganos humanos a través del microscopio aportaron descubrimientos revolucionarios a la ciencia médica y quirúrgica.
En Inglaterra se conoce a Sir William Bowman como el «padre de la anatomía, la histología y la cirugía oftálmica». Su trabajo en histología (el estudio de los tejidos visibles solo con la ayuda de un microscopio) produjo observaciones con la documentación más detallada de la estructura y la función de los tejidos humano y animal. Bowman trasladó esta investigación a la oftalmología —el estudio del ojo—, le dedicó cada vez más tiempo a la cirugía ocular y finalmente (en 1880) fundó la Sociedad Oftalmológica, institución que fue el primero en presidir.

## Primeros años

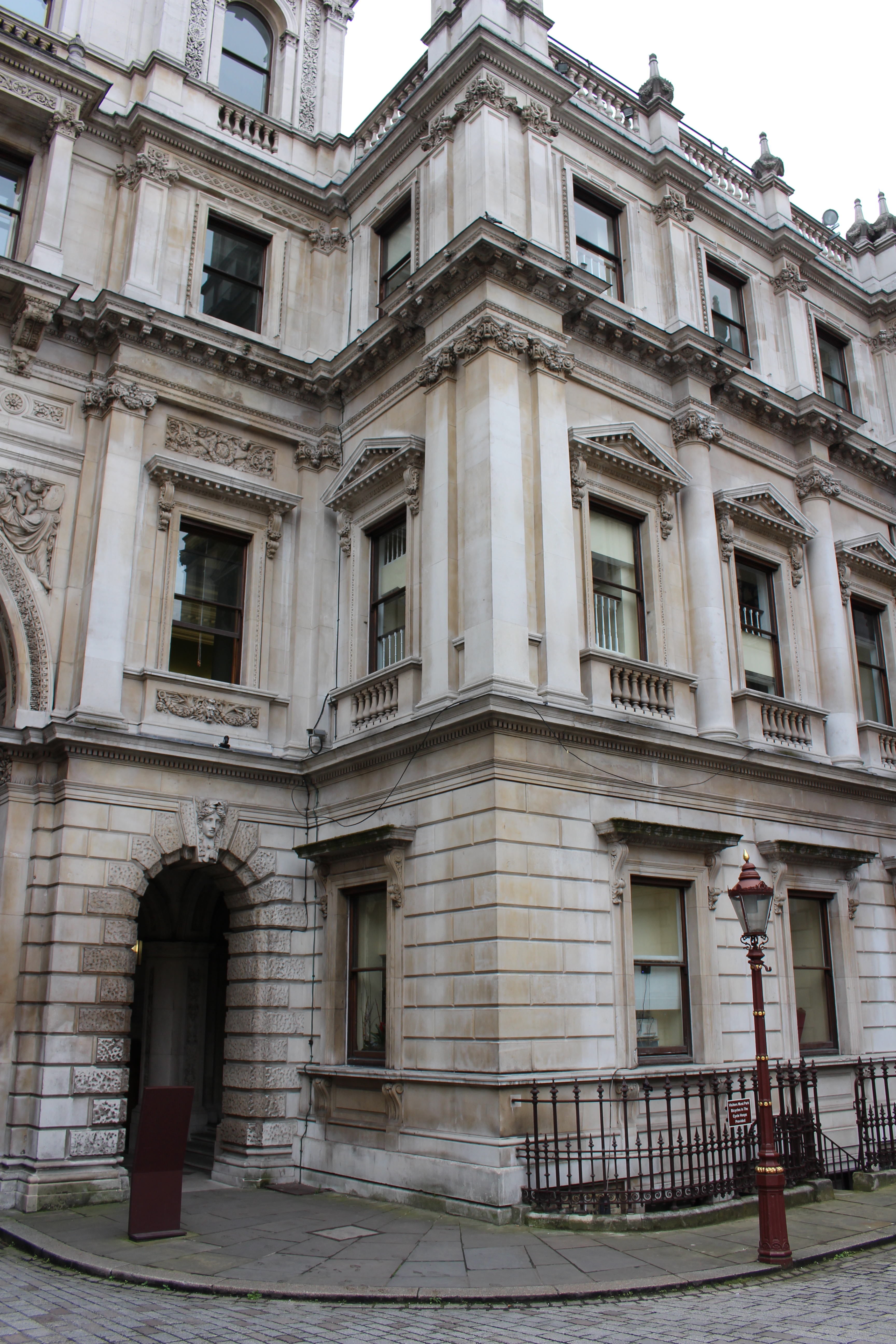
Imagen del exterior de las oficinas de la Sociedad Linneana de Londres.

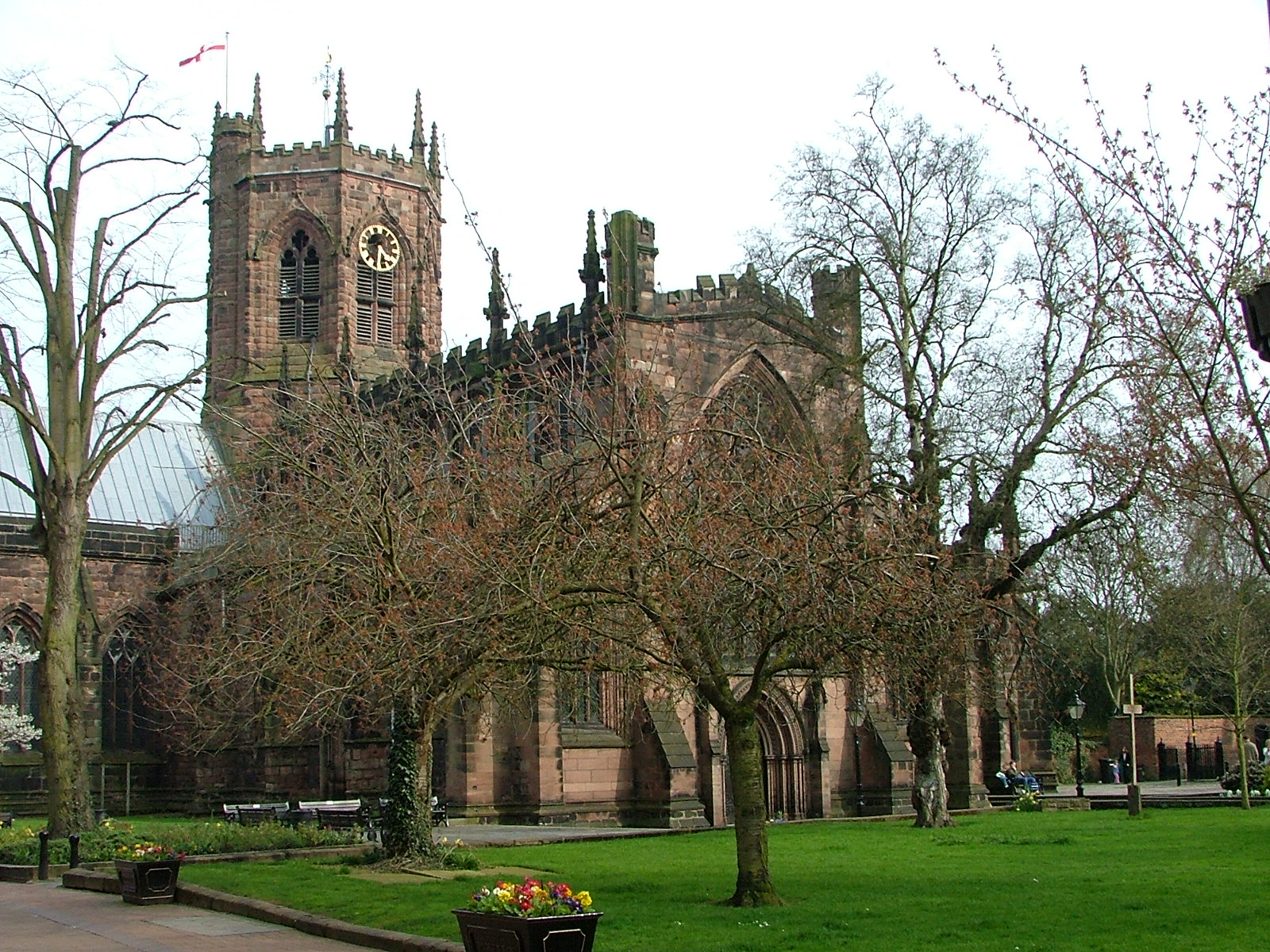
La iglesia parroquial de St. Mary, Nantwich.

La mayor parte de la vida de William Bowman transcurrió en el siglo XIX, un período revolucionario en la historia de la medicina en el que vivieron algunas de las figuras más conocidas de la nefrología. Bowman, como ya se dijo, nació el 20 de julio de 1816 en Nantwich, Cheshire. Su padre, John Eddowes Bowman, era banquero de profesión pero por vocación botánico y geólogo, estas últimas actividades vocacionales desarrolladas con capacidad suficiente como para haber sido elegido miembro de la Sociedad Linneana de Londres (Linnean Society). Su madre, Elizabeth Eddowes de Shrewsbury, era dibujante y una pintora reconocida de flores. Bowman había heredado de su padre el mérito de la observación precisa y el interés por las ciencias y de su madre la habilidad para el dibujo refinado. Esos intereses adquiridos tan precozmente fueron fomentados por su temprana educación en la Hazelwood School (cerca de Birmingham), una institución famosa en ese entonces por su disciplina y la importancia concedida a la enseñanza de las ciencias naturales.

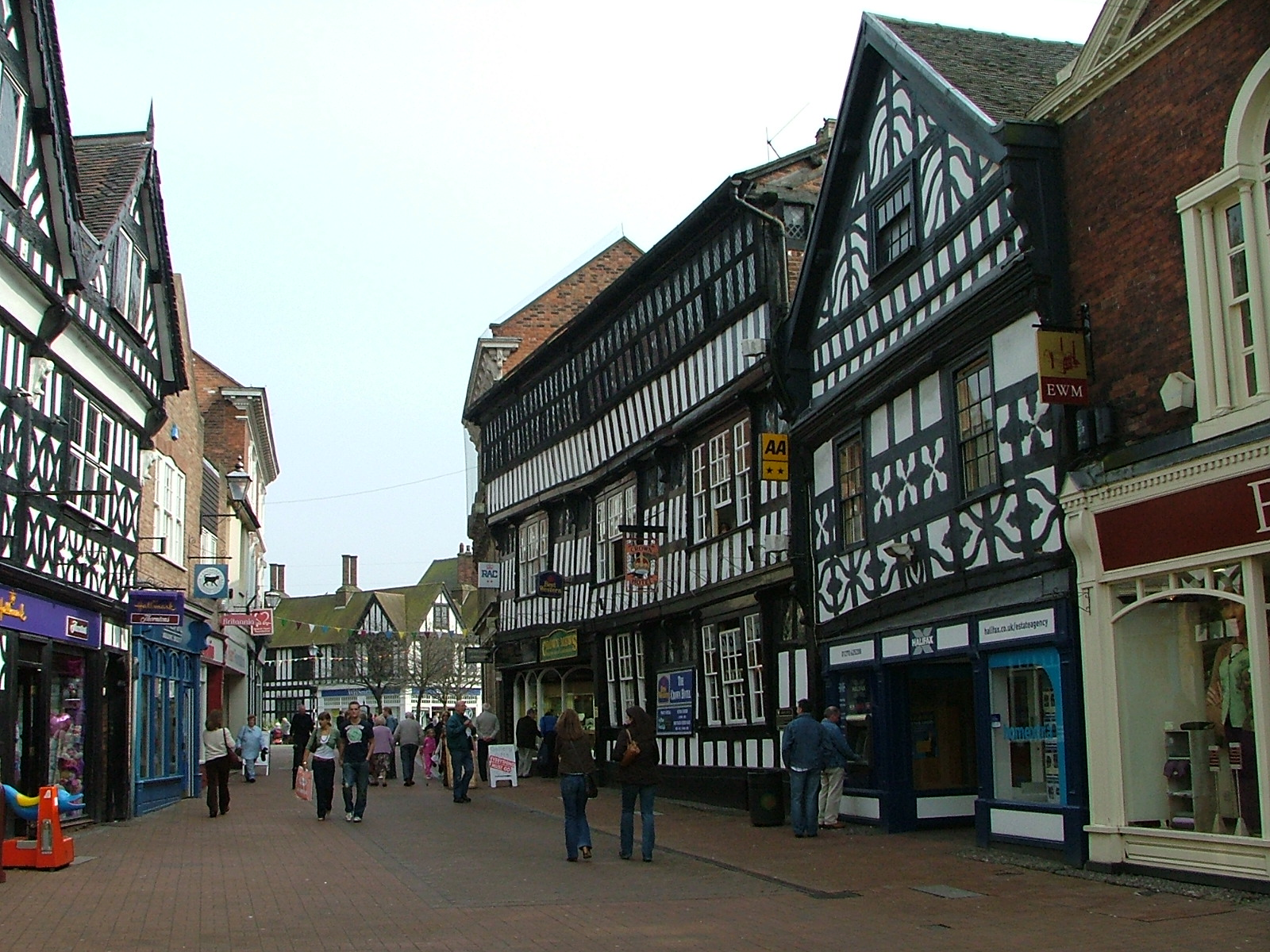
Calle principal de Nantwich hoy.

## Sus experiencias de aprendizaje
De acuerdo con el relato de un autor, Bowman tuvo cuatro grandes experiencias de aprendizaje en sus años jóvenes: la primera de esas experiencias fue en su hogar, con sus padres, que según dicen eran personas comprensivas, cultas y agradables, la segunda transcurrió en la escuela de avanzada a la que asistió, con su brillante e iluminado maestro, Mister Hill, la tercera tuvo lugar con el cirujano Joseph H. Hodgson, un maestro en su campo, un filósofo, y el que lo expuso a la práctica de la cirugía oftálmica, dado que fue Hodgson quien fundó el Hospital Oftalmológico de Birmingham, y la cuarta experiencia fue con Robert Bentley Todd, uno de los miembros de ese pequeño y valioso equipo de grandes maestros.

## Su carrera como cirujano
A los dieciséis años Bowman abandonó la Hazelwood School y comenzó sus estudios de medicina en el Hospital General de Birmingham, donde sería aprendiz de Joseph Hodgson (1788-1869), un cirujano muy conocido (y miembro de la Royal Society) que más tarde se convertiría en presidente de la Real Sociedad de Cirujanos (Real Society of Surgeons). Hodgson era famoso por su libro On Wounds and Diseases of the Arteries and Veins (Sobre heridas y enfermedades de las arterias y las venas) (1815), en el que había descrito aneurismas de aorta de varios tipos. El libro había impresionado tanto a los franceses que a menudo se referían a los aneurismas de aorta como la "maladie d'Hodgson", ahora un epónimo olvidado, a diferencia del que iba a ser otorgado a la cápsula glomerular en honor a su alumno. Hodgson, que era un excelente dibujante de estructuras anatómicas, animaba a Bowman a mantener registros de los casos y dibujos de las patologías; en el discurso introductorio de las clases impartidas en 1851 Bowman les decía a sus propios estudiantes que conservaran notas de los casos y que de ser posible los ilustraran por medio de bocetos y dibujos.

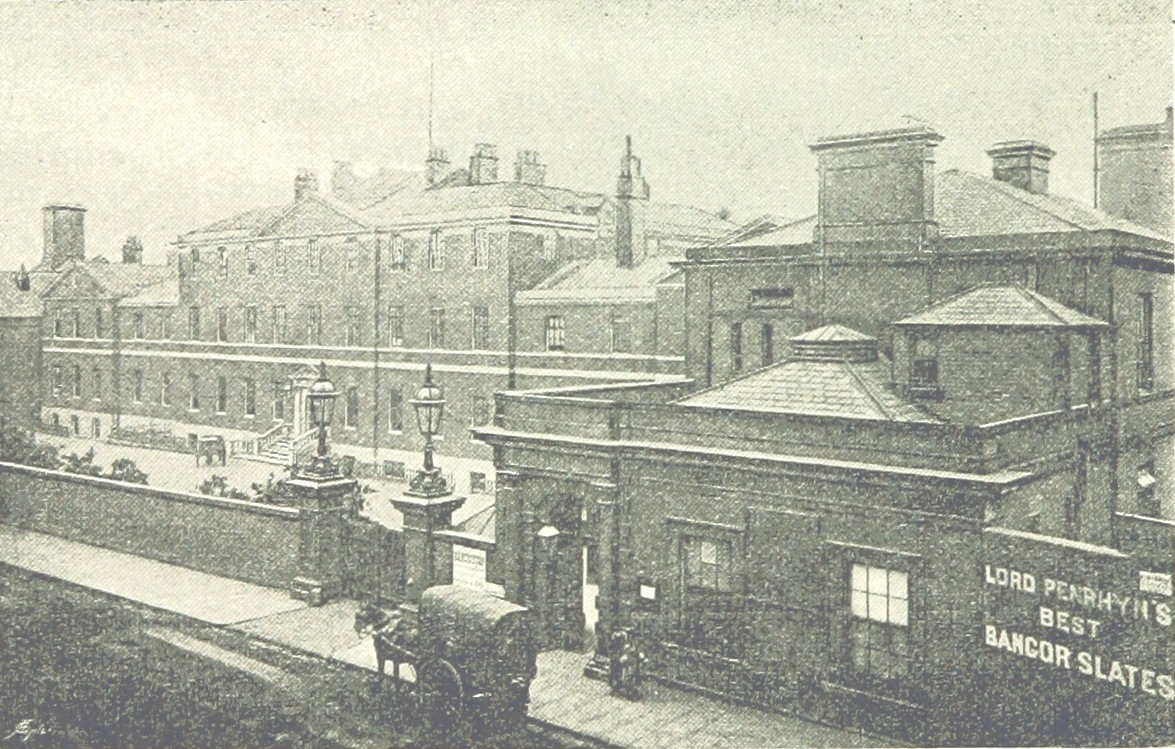
Hospital General de Birmingham alrededor de 1894.

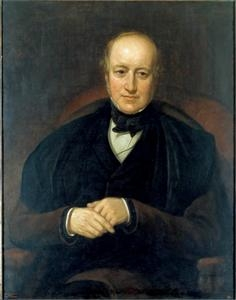
Joseph Hodgson por John Partridge, 1848.

Estudiante diligente, muy versado gracias a sus abundantes lecturas y observador minucioso, Bowman comenzó a aportar sus contribuciones a la bibliografía médica a la edad de diecisiete años. Durante un período trabajó con Peyton Blakiston (1801-1878), un médico de Birmingham que en agradecimiento a su ayuda en la medición de los orificios cardíacos le obsequió uno de los mejores microscopios compuestos disponibles en ese entonces para apoyarlo en sus investigaciones de la estructura fina de los tejidos, instrumento que Bowman utilizó en sus estudios de referencia originales sobre el músculo y el riñón. En 1837 se trasladó a Londres y se unió al Departamento de Medicina del King's College de esa ciudad como estudiante de posgrado para trabajar bajo la supervisión de John Simon (1816-1879), que acababa de ser nombrado prosector de Robert Bentley Todd (1809-1860), entonces profesor de fisiología y anatomía patológica.

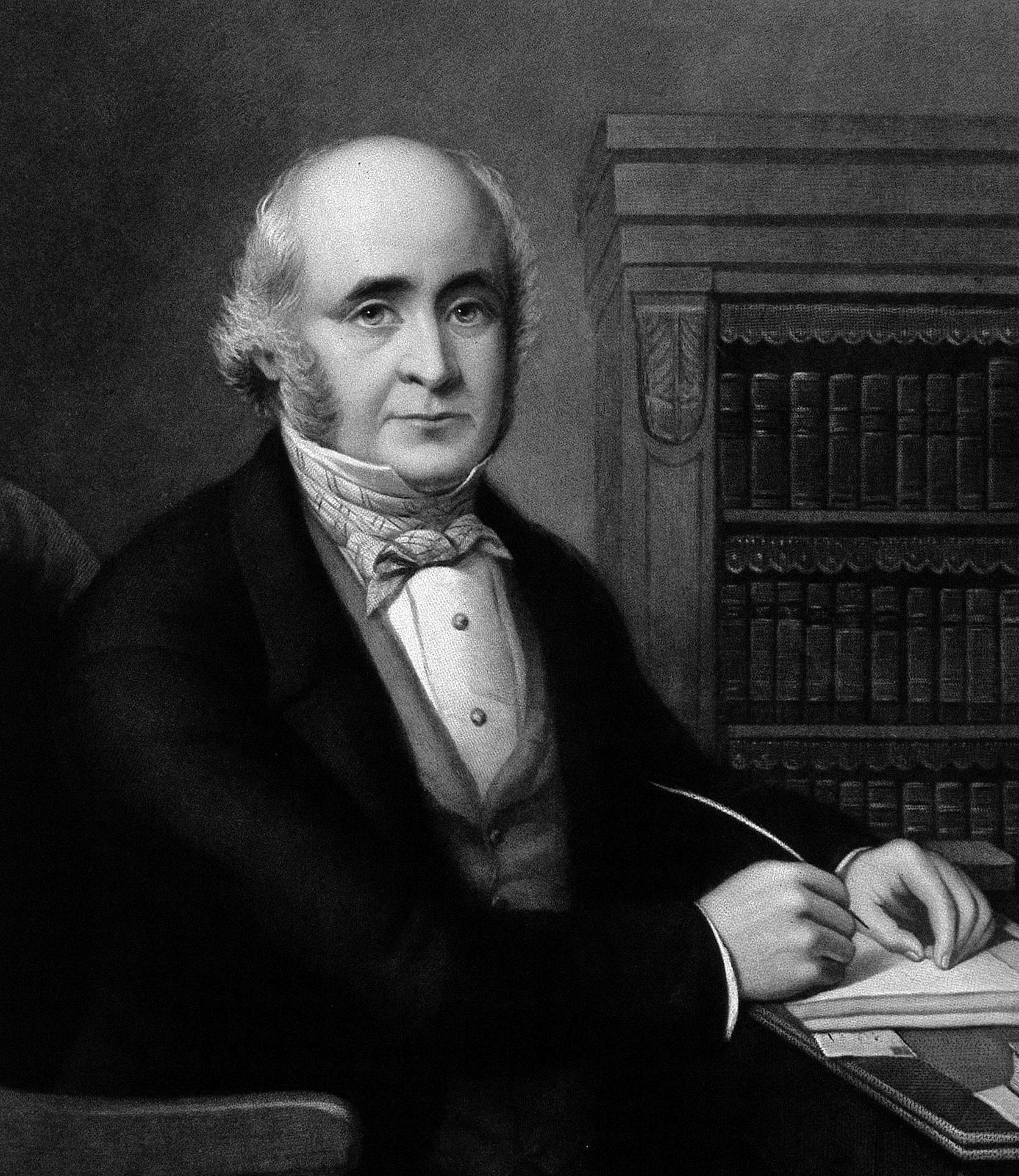
Robert Bentley Todd.

Como ya se dijo, en 1832 fue aprendiz del cirujano Joseph Hodgson en el Birmingham General Hospital.
En 1837 dejó Birmingham y para seguir entrenándose como cirujano asistió al King's College de Londres, institución en la que se desempeñó como prosector
bajo la supervisión del ya mencionado profesor de fisiología Robert Bentley Todd. En su primera investigación notable estudió la estructura del músculo estriado, trabajo que le valió la elección de miembro de la Royal Society en 1841. A los veinticinco años identificó el componente clave de la nefrona que, como se mencionó con anterioridad, luego se llamaría cápsula de Bowman. En un artículo que tituló On the Structure and Use of the Malpighian Bodies of the Kidney (Sobre la estructura y el uso de los corpúsculos de Malpighi del riñón) publicado en 1842 Bowman comunicó sus hallazgos a la Royal Society y fue premiado con la Medalla Real (Royal Medal). Su colaboración con Todd condujo a la publicación de los cinco tomos de Physiological Anatomy and Physiology of Man (1843-1856) y de la Cyclopaedia of Anatomy and Physiology (1852), obras en las que se presentaron los detalles de su investigación sobre microscopia e histología y la relación entre observaciones microscópicas de unidades anatómicas y sus funciones fisiológicas. Su amplio uso de los microscopios revolucionó el estudio de la anatomía y la fisiología. Otras estructuras anatómicas que llevan su nombre, además de la cápsula de Bowman, son las glándulas de Bowman (en la mucosa olfatoria) y la membrana de Bowman, una de las seis capas de la córnea.

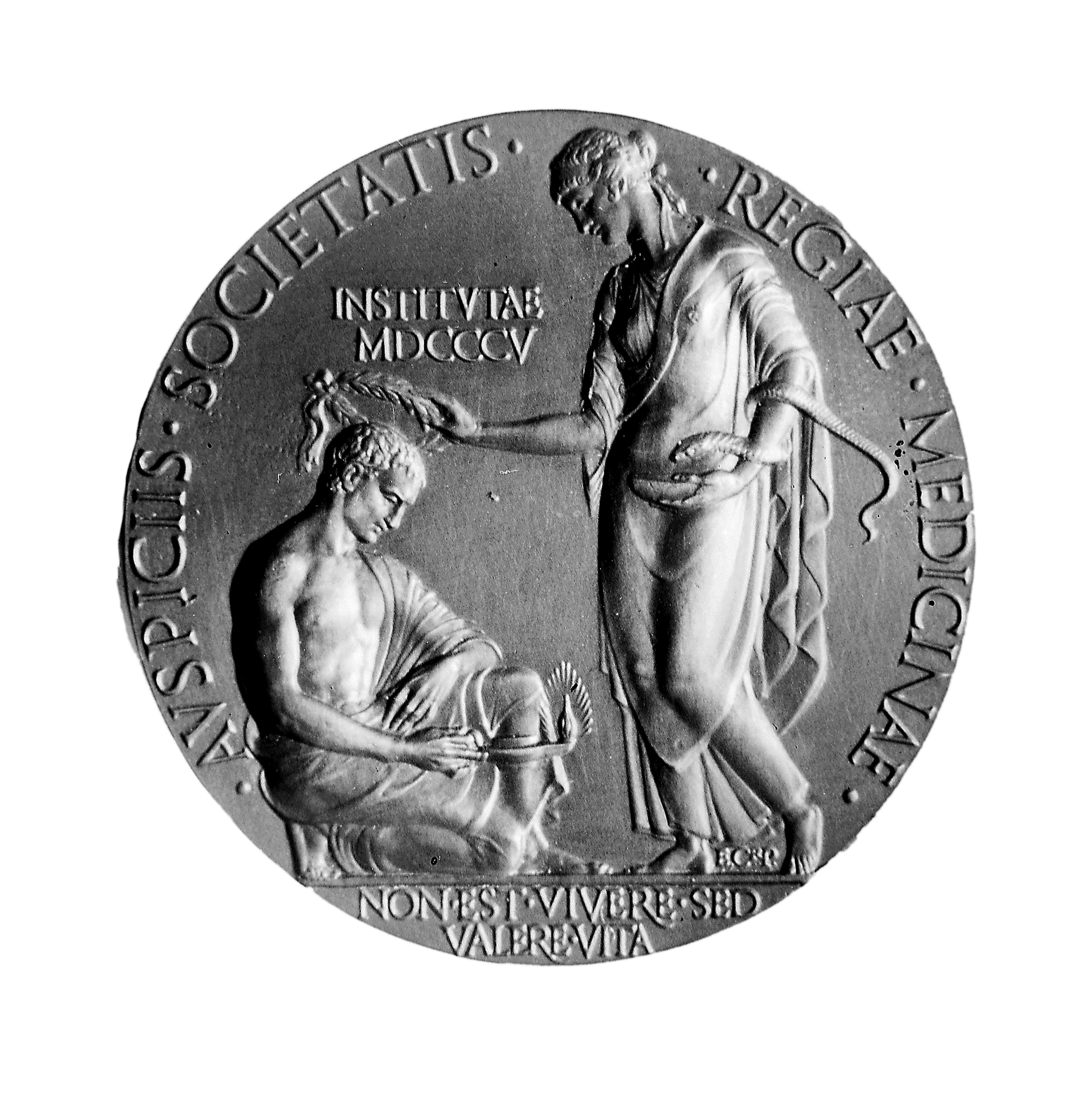
Anverso de la medalla realizada por la Royal Society en 1805.

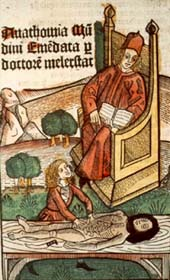
Un prosector y un médico preparan una disección anatómica.

En 1838 visitó varias instituciones médicas del continente, entre ellas las de Viena y París. A su regreso obtuvo el nombramiento de demostrador y un tiempo después fue designado prosector de Todd, con quien iba a compartir la cátedra a principios de 1848 y a quien sucedería cuando se jubilara en 1853 como profesor de fisiología y anatomía general y patológica. Como resultado de su asociación con Todd, que lo admiraba y lo alentaba en su aprendizaje, a comienzos de 1843 colaboró en un libro de texto clásico basado en las conferencias sobre anatomía general y fisiología dictadas por ambos en el King’s College.

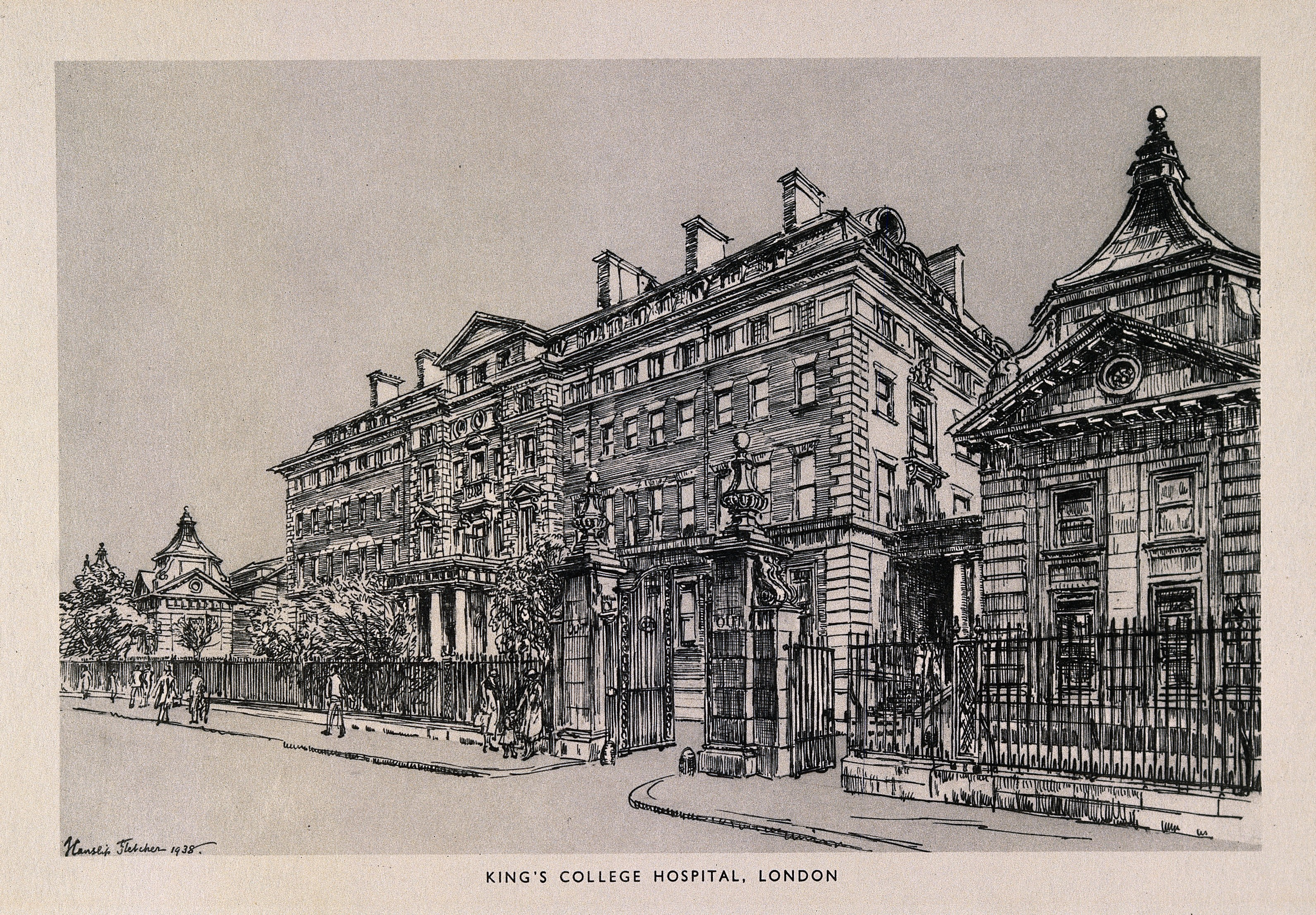
King's College Hospital.

En 1840 aprobó el examen del Colegio de Cirujanos, en el que iba a permanecer activo hasta convertirse en miembro en 1844, en miembro honorario en 1855 y en miembro de su Consejo en 1879. Después de su graduación se desempeñó como asistente de cirugía de Sir William Ferguson (1808-1887) en el King's College Hospital, un antiguo asilo adaptado en un vecindario pobre que Todd había ayudado a establecer.

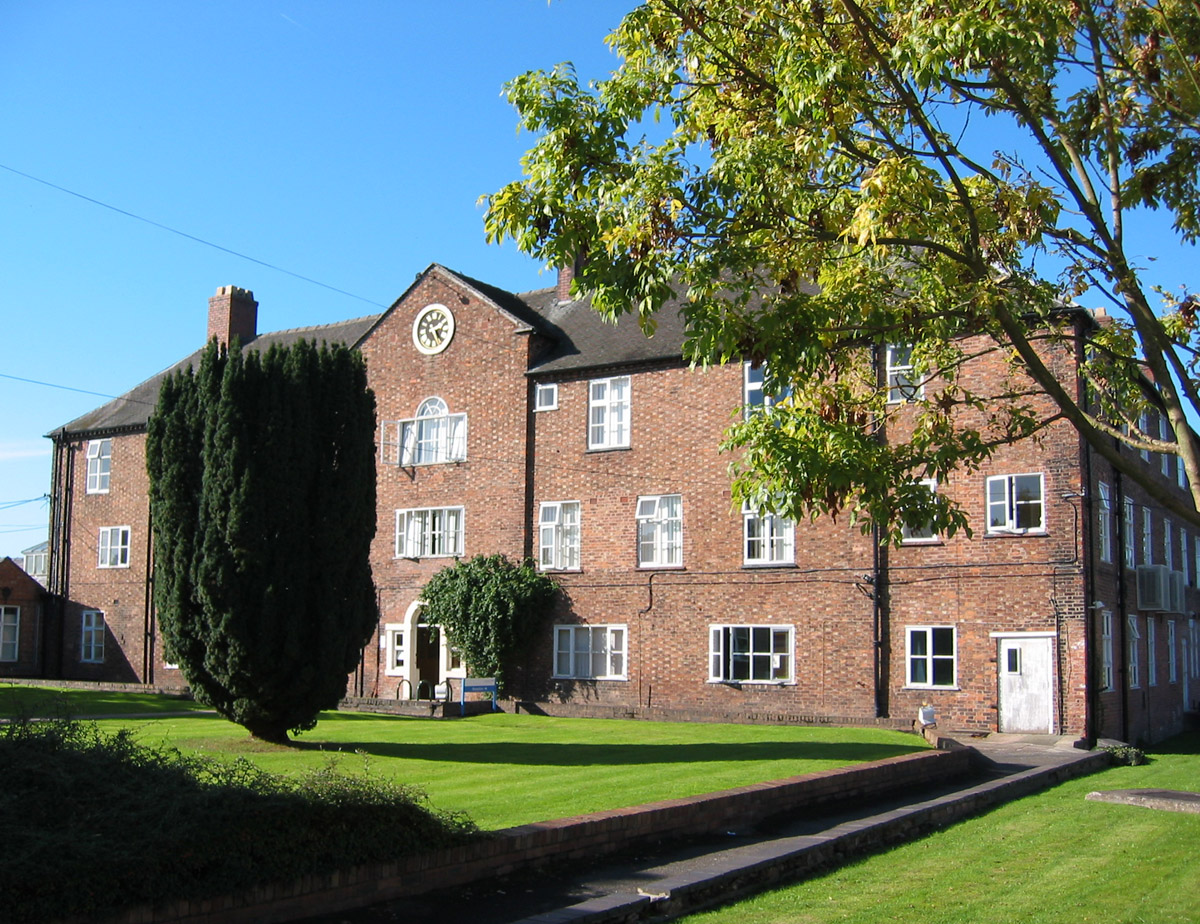
El exasilo de Nantwich, Cheshire, construido en 1780.

 Allí se convirtió en asistente de cirugía principal en 1848 y finalmente en cirujano en 1856. Poco después dimitió de su cargo en el King’s College Hospital para dedicarse a su práctica cada vez más popular, aunque siguió en contacto con esa institución para dictar conferencias sobre anatomía y fisiología y continuó siendo miembro del Consejo hasta su muerte. 

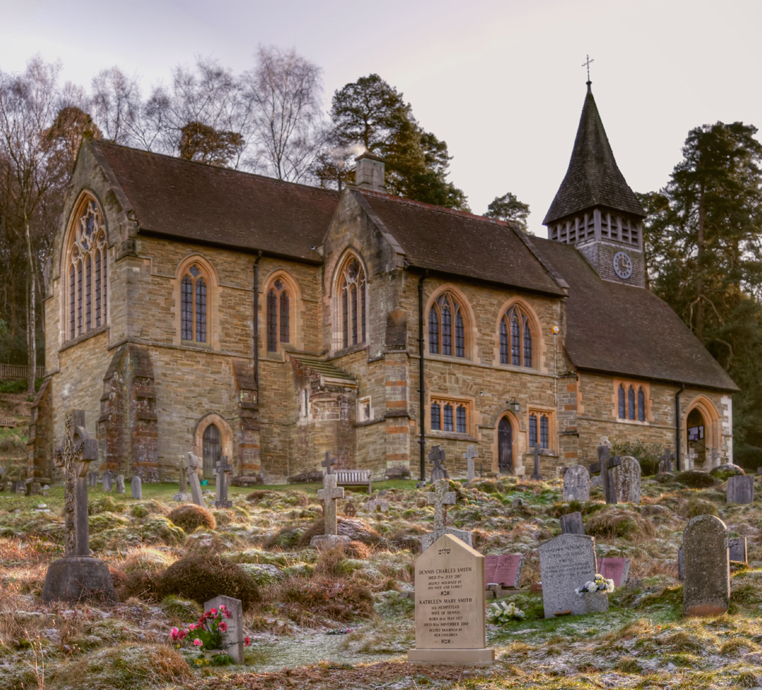
La iglesia de Holmbury St Mary.

Dado que su cargo anterior de asistente había limitado su acceso a la práctica de la cirugía en el King’s College Hospital, en 1846 procuró y logró ser nombrado cirujano del Hospital Oftalmológico de Moorsfield; allí obtuvo el grado completo de cirujano en 1851 y se jubiló en 1876, antes de la edad límite (tenía solo sesenta años). Ese nombramiento lo fue acercando poco a poco a la oftalmología y fue "a regañadientes y como por obligación" que se convirtió en especialista en cirugía oftálmica tras la muerte del jefe de esa especialidad quirúrgica en el hospital en 1851.

## Su familia
Bowman se casó con Harriet, la quinta hija de Thomas Paget de Leicester, el 28 de diciembre de 1842. El matrimonio tuvo siete hijos. Harriet murió en Joldwynds el 25 de octubre de 1900, ocho años después que su esposo. El título de Bowman fue heredado por su hijo mayor, Sir Paget Bowman.

## Algunas de sus numerosas contribuciones a la bibliografía médica
Bowman produjo algunas publicaciones de menor importancia mientras trabajaba en Birmingham. Bajo la supervisión de Todd realizó un extenso trabajo de investigación fundante y de valor permanente. Todd comenzó a publicar su enciclopedia en 1839 y Bowman contribuyó al tercer tomo con el siguiente título: “Membranas mucosas, músculos, movimiento muscular, corpúsculos de Pacini”. Se asoció con Todd en la publicación de una obra llamada The Physiological Anatomy and Physiology of Man (Anatomía fisiológica y fisiología del hombre). La primera parte apareció en febrero de 1843 y la cuarta y última en 1866. Su obra, única en fisiología (1845), es el primer trabajo de ese campo en el que se habla de histología y una publicación muy superior a otras sobre ese tema y en su tiempo. Muchas de las ilustraciones fueron realizadas por Bowman, que en esa obra fue responsable de la estructura microscópica de la piel, de todos los órganos de los sentidos, de los nervios, de la membrana que tapiza el tubo digestivo, de todas las glándulas, de los pulmones, del hígado, de los riñones, de los testículos, de los músculos, tanto voluntarios como involuntarios, y de los huesos y los cartílagos. Produjo una gran variedad de datos anatómicos nuevos y lo hizo de forma tal que muchos han perdurado hasta hoy. En un breve artículo publicado en 1842 sobre las imágenes microscópicas observadas en un caso de degeneración grasa del hígado Bowman hablaba de las células como pequeños laboratorios de la naturaleza. Este breve artículo es uno de los primeros en los que el microscopio se utilizó para divulgar cambios anatomopatológicos más finos. El brillante estudio de Bowman sobre la estructura del riñón fue leído ante la Real Society en junio de 1842 y por esa investigación se le otorgó la medalla de esa institución.
En 1840 escribió un artículo titulado "Cirugía" que se publicó en la Encyclopedia Metropolitana. En ese trabajo Bowman describía sobre todo las enfermedades y las lesiones del hueso, las arterias, las heridas, las quemaduras, las hernias y las enfermedades del ojo. Otros dos escritos, uno de ellos (Pensamientos para el estudiante de medicina) un discurso introductorio pronunciado en el King's College de Londres el 1 de octubre de 1851 y el otro un documento sobre cirugía leído en Chester en la reunión de la British Medical Society el 9 de agosto de 1866, se refieren en su mayor parte a la oftalmología. Tienen que ver con investigaciones clínicas, exposiciones ante varias asociaciones y discursos ante diversas sociedades.
Bowman realizó la mayor parte de su investigación clínica en oftalmología en el Royal London
Ophthalmic Hospital (conocido más tarde como Moorfields Eye Hospital u Hospital oftálmico de Moorfields). Allí fue nombrado asistente de cirugía en 1846 y en 1851 se convirtió en cirujano, profesión que abandonó solo por razones de edad en 1876. En 1849 se publicaron las conferencias sobre las partes afectadas en la cirugía ocular, que Bowman dedicó a su maestro, Joseph Hodgson.

### Otras publicaciones
El trabajo de Bowman se divide claramente en dos períodos, a saber, uno de investigación científica pura y otro relacionado con la práctica de la cirugía oftálmica. Su obra científica y bibliográfica, llevada a cabo entre los años 1839 y 1842, incluyó sus investigaciones originales sobre The Structure of Striated Muscle (La estructura del músculo estriado), trabajo leído ante la Royal Society en 1840-1841, The Structure of the Mucous Membrane of the Alimentary Canal (La estructura de la mucosa del aparato digestivo), que apareció en la Cyclopædia of Anatomy and Physiology (Enciclopedia de anatomía y fisiología) ilustrada de Robert Bentley Todd, y The Structure of the Kidney (La estructura del riñón), trabajo que fue leído ante la Royal Society en junio de 1842. En 1839 se había asociado con Todd en la producción de su enciclopedia de cinco tomos (1836-1859). También cooperó con Todd en la producción de Anatomy and Physiology of Man (Anatomía y fisiología del hombre), el primer trabajo sobre fisiología en el que se le dio un lugar (1843-1856) a la histología. Ambas obras contienen numerosas ilustraciones realizadas directamente por Bowman, sin la intervención de un artista.
Su primera comunicación importante en relación con la cirugía oftálmica fue un artículo que ya se ha convertido en clásico. Ese artículo, que se leyó ante la British Association for the Advancement of Science (Asociación Británica para el Avance de la Ciencia) en la reunión efectuada en Oxford en 1847, se titulaba On some Points in the Anatomy of the Eye, chiefly in reference to the Power of Adjustment (Sobre algunos puntos de la anatomía del ojo, sobre todo en referencia al poder de ajuste). En ese trabajo Bowman demostró la estructura y la función del músculo ciliar al mismo tiempo que Ernst Wilhelm Bruecke (1819-1892) pero de forma independiente.

## Sus aportes a la medicina
Se dice que pocas personas han contribuido tanto a la medicina en general como William Bowman, que por su contribución fue nombrado baronet (y llamado Sir) por la reina Victoria en 1884.
Si bien en su primera investigación importante se dedicó al estudio del músculo estriado, uno de sus mayores descubrimientos, como se mencionó antes, fue la cápsula que hoy lleva su nombre, un componente clave de la nefrona y la unidad renal en la que tiene lugar el filtrado de las sustancias de excreción. Este hallazgo supuso un gran avance en el tratamiento de las enfermedades renales.

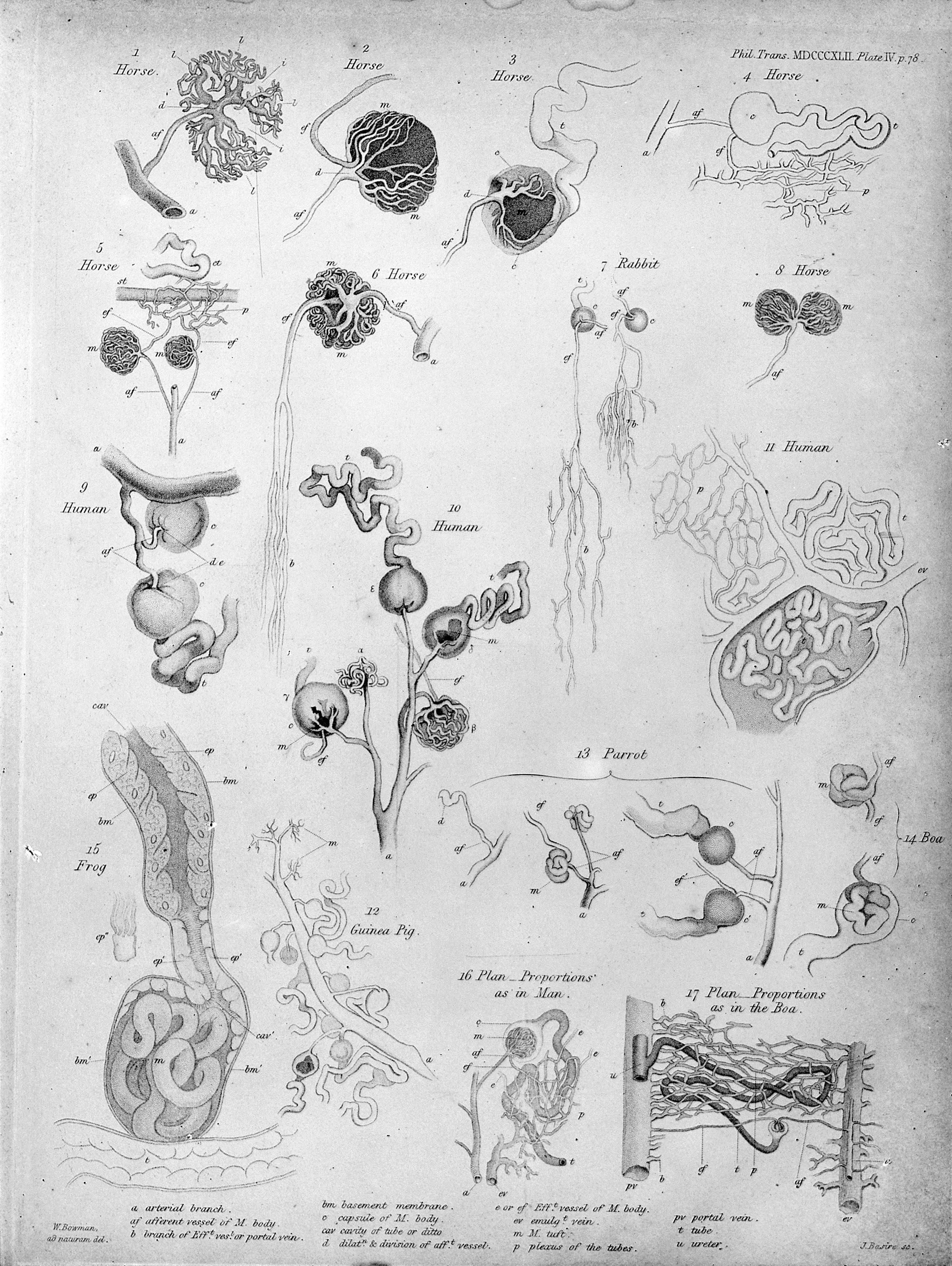
Cápsula de Bowman, corpúsculos de Malpighi.

De acuerdo con el autor especializado en la vida de William Bowman ya mencionado, la respuesta a la pregunta sobre por qué dentro de la disciplina de la anatomía son muy pocos los que después de haber descrito por primera vez una estructura fueron inmortalizados con la adopción y el uso continuo de su nombre en la nomenclatura anatómica universal es solo especulativa. Un factor que al parecer contribuye a la aceptación y el uso de un epónimo anatómico es la importancia funcional de la observación realizada y su vínculo con fenómenos inexplicables hasta entonces, a diferencia de esos epónimos que son observaciones morfológicas meramente descriptivas. Es probable que eso explique la aceptación del epónimo "cápsula de Bowman", tan familiar para todos los nefrólogos y tan bien recordado por la mayoría de los graduados en la facultad de medicina. Más adelante en el transcurso de su vida Bowman desarrollaría una carrera exitosa como oftalmólogo.

## Su trabajo como oftalmólogo
Después de la muerte de John Dalrymple (1804-1852) Bowman se convirtió en el cirujano oftálmico líder de Londres, posición indudablemente merecida tanto por sus conocimientos como por la destreza de sus manos. Fue uno de los primeros oftalmólogos en adquirir experiencia en el empleo del oftalmoscopio, el instrumento creado por Helmholtz en 1851. En 1857 utilizó y recomendó con firmeza el tratamiento del glaucoma de von Graefe's mediante una iridectomía y durante los años 1864 y 1865 se dedicó a la búsqueda de nuevos métodos para el tratamiento de casos de desprendimiento de retina y cataratas. También sugirió mejoras en el tratamiento de la epífora y las sondas que utilizó en esta afección todavía llevan su nombre. En 1880 fue elegido primer presidente de la Ophthalmological Society of the United Kingdom, un cargo que desempeñó durante tres años.

## Algunos de sus dichos
Bowman decía: "El cirujano debe estar tan familiarizado con la anatomía humana como con la estructura y el mobiliario de su casa" (The surgeon ought to be as familiar with human anatomy as with the structure and furniture of his home). Y además: "Si existe una cosa más importante que otra en las circunstancias de mi educación, lo que ahora veo con especial gratitud al mirar hacia atrás es que durante varios años un gran hospital fue mi hogar". (Gentlemen, if there is one thing more than another in the circumstances of my own education, which I am now inclined to look back upon with special thankfulness, it is that for several years a large hospital was my home).

## Sus más grandes amigos
Bowman tenía una gran capacidad para la amistad. Era uno de los integrantes de un trío conocido como una de las grandes amistades científicas de todos los tiempos: Von Graefe, Donders y Bowman, tres gigantes de la ciencia, que desarrollaron un equilibrio excelente entre el conocimiento de las ciencias biológicas y la ciencia aplicada en oftalmología.

## Sus últimos años
Hacia 1852 Bowman era el cirujano oftálmico líder en Londres. Después de su retiro continuó trabajando como consultor hasta 1887, año en el que comenzó a abandonar gradualmente su práctica y se retiró a la casa de campo construida para él por el conocido arquitecto Philip Webb (1831-1915) en Joldwynds, cerca de Dorking. Allí murió de neumonía el 29 de marzo de 1892, a los setenta y seis años. Fue enterrado en el cementerio cercano a Holmbury St Mary el viernes 1 de abril de 1892.